# District des Andelys
Le district des Andelys est une ancienne division territoriale française du département de l'Eure de 1790 à 1795.
Il était composé des cantons des Andelys, Écos, Écouis, Étrépagny, Gisors, Lions, Mainneville, Noyon-sur-Andelle, Suzay et Tilly.